# Somos: Grupo de Afirmação Homossexual
O Somos: Grupo de Afirmação Homossexual, mais conhecido como apenas Somos, foi um grupo em defesa dos direitos LGBT, fundado em 1978, considerado o primeiro grupo brasileiro em defesa desses direitos.
O grupo foi formado a partir da publicação do periódico O Lampião da Esquina, chamando-se inicialmente Núcleo de Ação pelos Direitos dos Homossexuais. O nome foi criticado por ressaltar demasiadamente a proposta política. Considerou-se então usar o nome "Somos", em homenagem a uma publicação do movimento homossexual argentino que teve circulação entre 1971 e 1976. O nome oficial passou a ser, então, "Somos: Grupo de Afirmação Homossexual", evitando-se a palavra "gay" por ser demasiadamente americanizada.
A partir de 1979 um numero maior de lésbicas se junta ao Grupo Somos, após debates dentro do Departamento de Ciências Sociais da USP, fundando a subdivisão do grupo Lésbicas Feministas, em 1993 a letra "L" é incluída na sigla geral do movimento, que passa a ser chamado de GLBT.
Em 2008, após um longo debate na Conferência Nacional GLBT decide posicionar a letra "L" à frente do "G"  visando visibilizar mais a luta das lésbicas, assim a sigla passa a se tornar LGBT